# Hockey sur gazon aux Jeux olympiques d'été de 1952
Navigation
Londres 1948 Melbourne 1956
Voici les résultats de l'épreuve de Hockey sur gazon aux Jeux olympiques d'été de 1952 :

## Podium
| Épreuves | Or | Argent | Bronze |
| -------- | --- | --- | --- |
| Hommes   | Inde - Ranganandhan Francis - Dharam Singh - Keshav Dutt - Govind Perumal - Randhir Gentle - Leslie Claudius - Chinadorai Deshmutu - Raghbir Lal - Kunwar Singh - Balbir Singh - Udham Singh - Muniswamy Rajgopal - Meldric Daluz - Grahanandan Singh | Pays-Bas - Laurentz Mulder - Henri Derckx - Johan Drijver - Julius Ancion - Willem van Heel - Hermanus Loggere - Edouard Tiel - Rius Esser - Jan Kruize - Andries Boerstra - Leonard Wery | Grande-Bretagne - Graham Dadds - Roger Midgley - Denys Carnill - John Cockett - Robin Fletcher - Derek Day - Dennis Eagan - Anthony Robinson - Anthony Nunn - John Taylor - Richard Norris - John Conroy - Neil Nugent |

## Nations participantes
- Allemagne
- Autriche
- Belgique
- Finlande
- France
- Inde
- Italie
- Pakistan
- Pays-Bas
- Pologne
- Royaume-Uni
- Suisse